# Huub Rothengatter

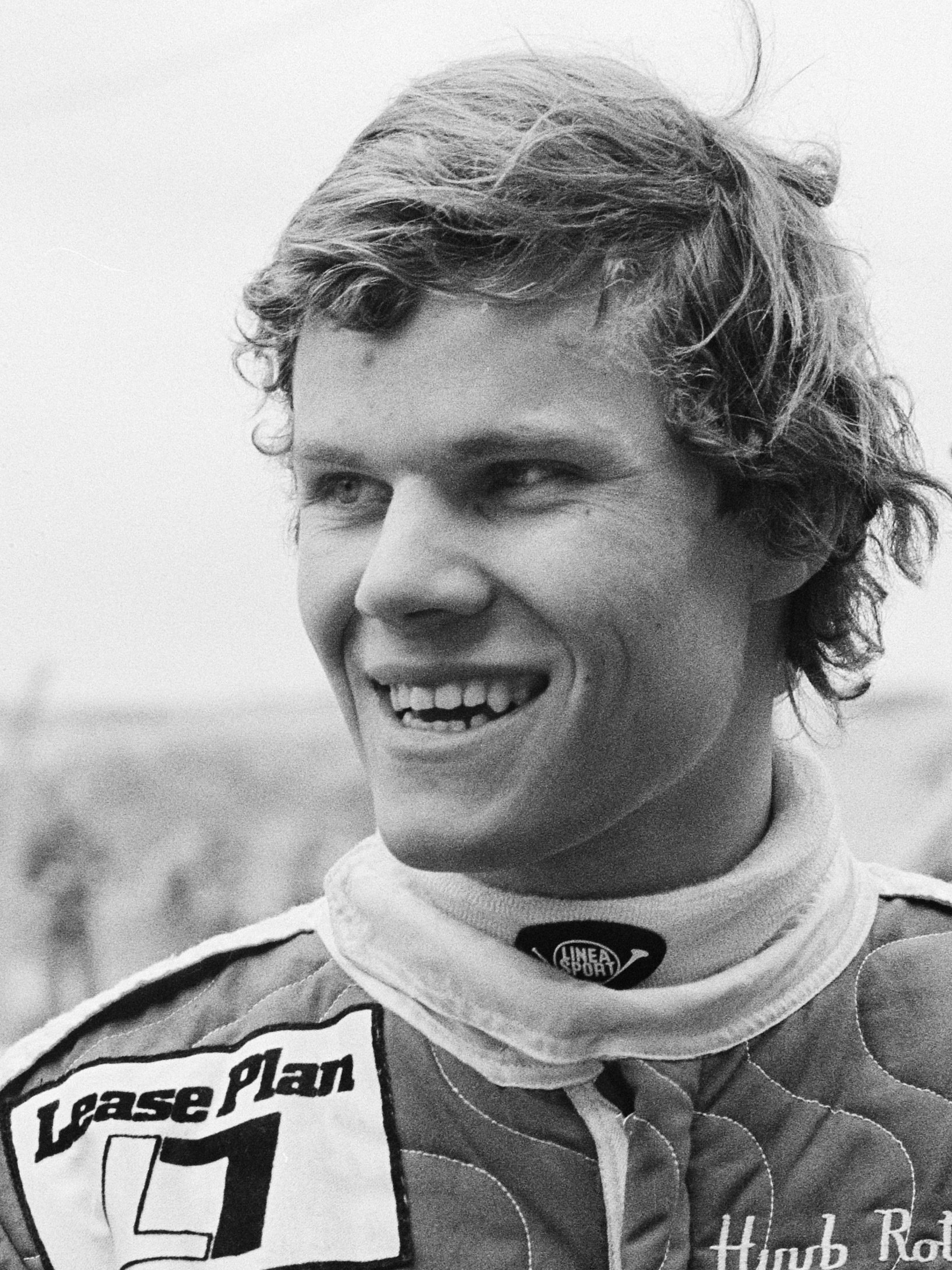
Huub Rothengatter (1977)

Hubertus (Huub) Rothengatter (Bussum, 8 oktober 1954) is een Nederlandse voormalige autocoureur, die tussen 1984 en 1986 uitkwam in de Formule 1. Later werd Rothengatter ook bekend als manager van Jos Verstappen.

## Autocoureur vurige wens van jongs af
De jeugd van Rothengatter werd beheerst door diens vurige verlangen om autocoureur te worden. Mede daardoor werd het met zijn schoolopleiding niet veel, een beetje HBS en een jaartje MTS was alles. Hij pakte de meest uiteenlopende baantjes om in leven te blijven en leende links en rechts geld om de kart en later de raceauto te kunnen betalen. Keer op keer werd hij van de financiële ondergang gered door mensen als Hans Grimmelt en Ben Pon.
Nadat zijn carrière op deze wijze in Nederland op gang was gekomen, kwam Rothengatter in 1977 in de Duitse Formule 3 terecht. Na nog een jaar in de Duitse en Europese Formule 3 (waaronder bij het team van Racing Team Holland als teamgenoot van Jan Lammers en Arie Luyendijk), stapte hij in 1979 over naar de Europese Formule 2. In 1980 wist Rothengatter de Formule 2-wedstrijd op Zolder te winnen, zijn enige zege in deze klasse. Voor het seizoen 1981 hoopte Rothengatter op een Formule 1-plek, maar toen dat er niet in bleek te zitten, keerde hij terug naar de Formule 2.

## Formule 1

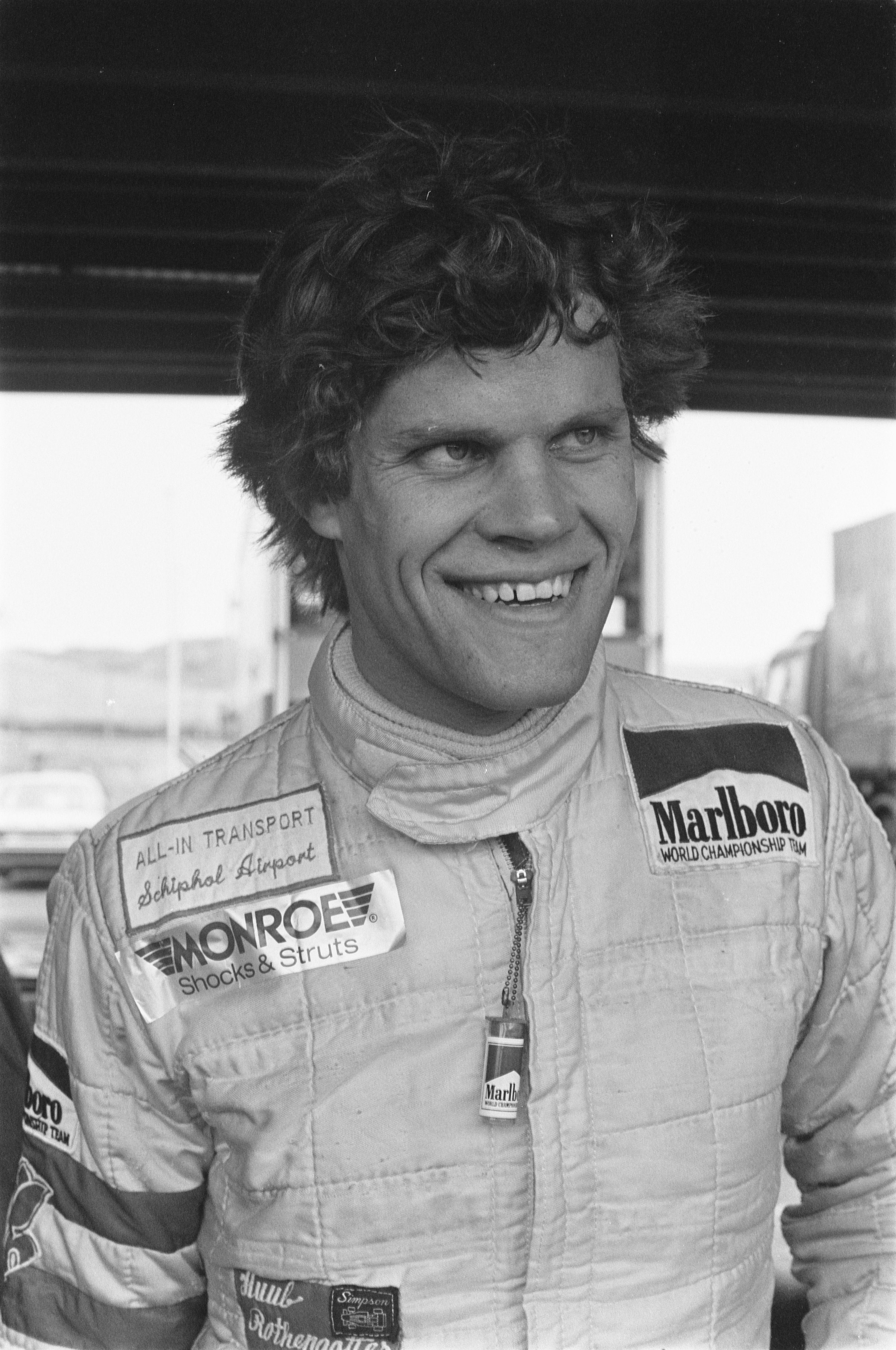
Rothengatter in 1984

Rothengatters kans in de Formule 1 kwam uiteindelijk pas in 1984 bij het team van Spirit-Honda, die zijn coureur Mauro Baldi tijdens het seizoen zag vertrekken. De Spirit was geen snelle auto en Rothengatter reed achter in het veld mee. Slechts één keer kwalificeerde hij zich niet, in 1985 in Detroit. Ook bij de Nederlandse Grand Prix kwalificeerde Rothengatter zich officieel niet, maar hij mocht als thuisrijder toch starten. De laatste twee races van het jaar keerde Baldi terug en stond Rothengatter weer aan de kant.
In 1985 leek het alsof Rothengatter weer niet mee mocht doen, totdat Piercarlo Ghinzani van Osella overstapte naar Toleman. Daardoor kon Rothengatter diens zitje bij Osella overnemen. Osella was echter net als Spirit bepaald geen topteam. Toch wist Rothengatter zijn beste Formule 1-prestatie ooit te halen met een 7de plaats bij de Australische Grand Prix in Adelaide.
Ghinzani keerde na het seizoen weer terug bij Osella, zodat Rothengatter opnieuw geen plek in de Formule 1 had. Na drie wedstrijden in 1986 kon hij dan toch weer instappen bij het Duitse Zakspeed, dat een tweede auto inschreef. Ook met die wagen viel weinig eer te behalen, bovendien had Rothengatter te kampen met veel pech. Aan het eind van het seizoen was zijn Formule 1-carrière voorbij na 30 GP's zonder punten.

## Op zoek naar sponsors
Rothengatter stond bekend als een coureur die er veel aan deed om sponsors te verleiden. Zo plaatste hij ooit een paginagrote advertentie in een krant om Philips te vragen hem te sponsoren.
Na 1986 stopte Rothengatter met racen. In 1991 werkte hij als pr-medewerker van Philips voor het team van Jordan. Datzelfde jaar werd hij manager van Jos Verstappen en wist deze van 1994 tot en met 2003 in de Formule 1 te houden.

## Trivia
Rothengatter was in 1978 te zien in het Tros-programma Te land, ter zee en in de lucht. Hoewel hij in de racewereld al enige bekendheid genoot, kon hij met het onderdeel 'Achteruitrijden' redelijk anoniem deelnemen.
Rothengatter baarde opzien door met een Messerschmitt deel te nemen aan het onderdeel 'Op 2 wielen rijden'. Daarbij diende 170 meter afgelegd te worden. Rothengatter legde de afstand ruimschoots af en bijzonder was dat hij niet de daarvoor aangelegde schans gebruikte om "op zijn kant" te gaan rijden. Hij won daarmee een anti-slipcursus.
Rothengatter is mede-oprichter van de in 2010 opgerichte laadpalenfabrikant EVBox.

## Resultaten

### Europees Formule 2 kampioenschap
| Jaar | Team                    | Chassis       | Motor | 1     | 2       | 3     | 4     | 5       | 6       | 7       | 8       | 9      | 10    | 11      | 12      | Pos  | Punten |
| ---- | ----------------------- | ------------- | ----- | ----- | ------- | ----- | ----- | ------- | ------- | ------- | ------- | ------ | ----- | ------- | ------- | ---- | ------ |
| 1979 | Docking Spitzley Racing | Chevron B48   | BMW   | SIL 8 | HOC Ret | THR 6 | NÜR 5 | VAL Ret | MUG Ret | PAU DNQ | HOC Ret | ZAN 12 | PER 8 | MIS Ret | DON 13  | 18th | 3      |
| 1980 | Docking Spitzley Ltd    | Toleman TG280 | Hart  | THR 6 | HOC 5   | NÜR 6 | VAL 7 | PAU Ret | SIL 5   | ZOL 1   | MUG Ret | ZAN 7  | PER 4 | MIS 4   | HOC 12  | 7th  | 21     |
| 1981 | Lista Racing Team       | March 802     | BMW   | SIL   | HOC     | THR   | NÜR   | VAL     | MUG     | PAU     | PER 2   | SPA 13 | DON 8 | MIS 11  | MAN Ret | 12th | 6      |

### Formule 1
| jaar | Team                 | Chassis      | Motor           | 1   | 2   | 3       | 4       | 5       | 6      | 7       | 8       | 9       | 10      | 11      | 12      | 13      | 14      | 15      | 16      | WDC | Punten |
| ---- | -------------------- | ------------ | --------------- | --- | --- | ------- | ------- | ------- | ------ | ------- | ------- | ------- | ------- | ------- | ------- | ------- | ------- | ------- | ------- | --- | ------ |
| 1984 | Spirit Racing        | Spirit 101   | Hart 4-cil.     | BRA | RSA | BEL     | SMR     | FRA     | MON    | CAN NC  |         | DAL Ret | GBR NC  | GER 9   | AUT NC  | NED Ret | ITA 8   | EUR     | POR     | NC  | 0      |
| 1984 | Spirit Racing        | Spirit 101   | Cosworth V8     |     |     |         |         |         |        |         | DET DNQ |         |         |         |         |         |         |         |         | NC  | 0      |
| 1985 | Osella Squadra Corse | Osella FA1G  | Alfa Romeo V8   | BRA | POR | SMR     | MON     | CAN     | DET    | FRA     | GBR     | GER Ret | AUT 9   | NED NC  | ITA Ret | BEL NC  | EUR DNQ | RSA Ret | AUS 7   | NC  | 0      |
| 1986 | Zakspeed Racing      | Zakspeed 861 | Zakspeed 4-cil. | BRA | ESP | SMR Ret | MON DNQ | BEL Ret | CAN 12 | DET DNS | FRA Ret | GBR Ret | GER Ret | HUN Ret | AUT 8   | ITA Ret | POR Ret | MEX DNS | AUS Ret | NC  | 0      |